# La lengua de las mariposas
La Lengua de las Mariposas (br:A Língua das Mariposas) é um filme espanhol de 1999, do gênero drama, dirigido por José Luis Cuerda.

## Sinopse
O garoto Moncho (Manuel Lozano) tinha muito medo dos professores da escola. Ele era uma criança com 7 anos, quando viveu um período de pequenas e importantes descobertas na escola, e na vida. Moncho tinha medo de ir à escola, porque ficou sabendo que os professores batem nas crianças; se preparou para o maior desafio de sua vida, a apenas algumas horas de seu primeiro dia de aula.
Alertado por alguns meninos, ele acredita que o professor poderá castigá-lo ao menor erro. Moncho pensa, inclusive, em fugir para a América, como alternativa a escola.
Mas quando seu novo professor começa a dar aulas ao garoto em sua casa, o menino tem uma oportunidade de conhecer melhor seu professor ficando fascinado por seu caráter, e por sua sabedoria.
Seu professor, Don Gregório (Fernando Fernán Gómez), um senhor próximo da aposentadoria, jamais agiu agressivamente com seus alunos. Pessoa de fala calma, de grande tranqüilidade e de postura elegante, apesar de toda a simplicidade, o professor garante sua credibilidade perante seus alunos a partir do conhecimento que possui e da calma com que resolve os pequenos problemas do cotidiano.
Moncho se apaixona pela escola e passa a se dedicar com grande vontade às tarefas e atividades propostas por Don Gregório. Encanta-se com as histórias contadas pelo velho mestre e se anima ainda mais quando algumas aulas são dadas ao ar livre. Paralelamente à suas realizações escolares, o menino acompanha os acontecimentos da vida cotidiana da pacata cidade onde vive.
Descobre o amor e se envolve num emaranhado de relações políticas e sociais, mesmo não entendendo exatamente o significado desses acontecimentos, numa época em que a Espanha ferve às vésperas de sua guerra civil.
As turbulentas transformações pelas quais passava o país colocam o velho e honrado professor em situação delicada devido a seus posicionamentos políticos.
O final, meio que cifrado, enigmático, deixa aberta uma porta de esperança; Moncho estaria querendo passar um recado secreto ao seu velho mestre, mostrando que ele se lembraria para sempre das velhas lições, ou ele estaria simplesmente dizendo que tudo o que foi aprendido poderia se voltar contra o próprio professor? Moncho chama o professor de "tilonorrinco" e "língua espiral", lições ensinadas pelo querido mestre. Nesse momento Moncho para, como se não tivesse entendendo o que faz. Seria nesse momento que Moncho começa a perceber o que faz e para para pensar no que acontece?
Se aquelas lágrimas seriam de ódio ou tristeza, isso fica por parte da interpretação de cada um.

## Elenco da escola
- Fernando Fernán Gómez como Don Gregorio
- Manuel Lozano como Moncho
- Elena Fernandez como Carmiña
- Uxia Blanco como Rosa
- Gonzalo Martín Uriarte como Ramón
- Alexis de los Santos como Andrés

## Curiosidades
- O ator que interpreta o velho professor Don Gregorio (o veterano Fernando Fernán Gómez) já atuou em quase 200 filmes  e foi escritor e diretor de dezenas de outros;
- O filme foi baseado em três contos de Manuel Rivas (A Lingua das Bolboretas, Carmiña e Un Saxo na Néboa);
- O filme escancara a guerra como fator degenerativo do que existe de mais puro entre as relações humanas;
- A direção é de José Luis Cuerda, produtor de vários filmes de sucesso, entre eles A Morte ao Vivo, Trancado por Dentro e o suspense Os Outros;
- A trilha sonora é assinada pelo cineasta e músico Alejandro Amenábar, também diretor de Os Outros.